# Potawatomi
I Potawatomi sono un popolo di nativi americani composto da circa 28.000 individui e linguisticamente appartenenti al gruppo delle popolazioni algonchine, e quindi affine agli Cheyenne, ai Nitsitapi e ai Kenistenoag; le affinità linguistiche più immediate sono con gli Ottawa e gli Ojibway, ma esse sono rilevanti anche coi Menominee, che possono essere considerati la quarta componente dello schieramento algonquian nella regione dei tre grandi laghi Huron, Michigan e Kitchigami ("Lake Superior").

## Storia
Originariamente i Potawatomi vivevano in una piccola area tra il Michigan e il Wisconsin, ma nel 1864 gran parte di loro fu costretta a trasferirsi nel Kansas.
Oggi si dividono in due gruppi: i citizen, che dal Kansas vennero trasferiti nell'Oklahoma e che sono stati in gran parte assimilati alla cultura statunitense, e i prairie, che invece sono rimasti nel Kansas e hanno conservato molti valori tradizionali.

## Cultura
I Potawatomi hanno abbandonato le tradizionali attività di caccia, pesca e raccolta di riso selvatico e solo 13 anziani parlano ancora la lingua potawatomi (ormai sostituita dall'inglese), ma praticano alcune credenze tradizionali negli spiriti accanto a varie sette cristiane.